# Episcada zajciwi
Episcada zajciwi is een vlinder uit de familie Nymphalidae. De wetenschappelijke naam van de soort is voor het eerst geldig gepubliceerd in 1967 door Romualdo Ferreira d'Almeida & Olaf Mielke.